# Criptocanalifera
Criptocanalifera es un género de foraminífero bentónico considerado un sinónimo posterior de Cribrononion de la subfamilia Elphidiinae, de la familia Elphidiidae, de la superfamilia Rotalioidea, del suborden Rotaliina y del orden Rotaliida. Su especie tipo era Canalifera (Criptocanalifera) clara. Su rango cronoestratigráfico abarcaba el Mioceno.

## Discusión
Criptocanalifera fue propuesto como un subgénero de Canalifera, es decir, Canalifera (Criptocanalifera).

## Clasificación
Criptocanalifera incluía a la siguiente especie:
- Criptocanalifera clara †